# Château de Saint-Amadour
Le Château de Saint-Amadour est un château français situé à La Selle-Craonnaise, dans le département de la Mayenne et la région des Pays de la Loire. Il est situé à 1 200 mètres à l'Est du bourg.

## Désignation
- P. de Sancto Amatore, XIIe s. (Cartulaire de l'Abbaye de la Roë, f. 61, 84).
- G. de Saint Amador, 1474 (Bibliothèque nationale de France, lat., 22.450).
- G. de Saint Amadour, 1529 (Bourdigné, Histoire aggrégée, f. 147).
- La seigneurie de Saint Amador, 1543 (Chartrier de Craon).
- La maison seigneuriale de Saint-Amadour, 1706 (Archives départementales de la Mayenne, B. 2.984).
- Saint-Amadou, château (Carte de Cassini).

## Histoire
Terre seigneuriale mouvante de l'Ile-Tison, ayant seulement basse justice, mais qui devint au XVIIIe siècle le centre de vastes domaines. Le seigneur avait « fief et usage ès bois de Limet » XIVe siècle. En 1778, le ministre accorda 400 ₶ pour la construction du chemin de Saint-Amadour à Barberelle.

## Description
Le château, qui date du XVIIe siècle, construit par les Hullin, a sa façade Nord exhaussée sur une terrasse et dominant un paysage étendu magnifiquement boisé. La façade du midi, avec son aile en retour et son salon d'hiver édifié à la fin du XIXe siècle est variée, et donne une vue sur les pelouses, les bosquets, la futaie. Un vaste parc, un quinconce, un étang complètent la décoration. Le château est aux formes rectilignes. Le fronton triangulaire surbaissé devait sans doute occuper le milieu du corps principal dont la moitié seule aura été exécutée.
M. Planté a décrit cinq panneaux de tapisseries de haute lice, faisant partie de la série en huit tableaux des Amours de Gombault et Macée. On les dit apportées du Château des Briottières qui appartenait aux La Forêt d'Armaillé. Jacob chez Laban, de l'école flamande, XVIe siècle, et Phaéton foudroyé par Jupiter, XVIIIe siècle, école française, sont signalés par le même auteur.
La chapelle, qu'on mentionne en 1547 est supprimée à la fin du XIXe siècle. Au début du XXe siècle, le domaine de Saint-Amadour est devenu avec Victor de Broglie l'un des centres actifs d'où se sont propagées dans le Craonnais les bonnes méthodes de la culture et de l'élevage.
La famille de Saint-Amadour est issue de la terre de la Selle-Craonnaise. Elle portait : de gueules à 3 têtes de loup arrachées d'argent, répandue et continuée jusqu'au milieu du XVIIe siècle, en Anjou et en Bretagne ; alliée aux d'Avaugour, de Rieux, de Montmorency, etc.

## Sources et bibliographie
- « Château de Saint-Amadour », dans Alphonse-Victor Angot et Ferdinand Gaugain, Dictionnaire historique, topographique et biographique de la Mayenne, Laval, A. Goupil, 1900-1910 [détail des éditions] (BNF 34106789, présentation en ligne)